# Corey Perry
Corey Perry (* 16. května 1985 Peterborough, Ontario, Kanada) je kanadský hokejový útočník, hrající v National Hockey League za Los Angeles Kings.

## Kariéra

### Klubová kariéra
Jako junior hrával od roku 2001 v Ontario Hockey League (OHL) za London Knights, působil tam celkem čtyři roky. V individuálních statistikách se postupně zlepšoval, v posledním ročníku – 2004/2005 zaznamenal 130 bodů v 60 utkáních a dovedl tým k vítězství jak v OHL, tak i v celé Canadian Hockey League, tedy zisku Memorial Cupu. To už byl dva roky hráčem Anaheimu, kteří jej v roce 2003 draftovali v prvním kole.
V NHL debutoval na začátku sezóny 2005/2006, ovšem brzy byl poslán do farmářského týmu Portland Pirates a hrál v American Hockey League. Tam se dostal do útoku s Ryanem Getzlafem. Dohromady zaznamenali 67 bodů ve 36 utkáních a byli povolání do prvního týmu. Sezónu dokončil Cory Perry v bilancí 25 bodů v 56 utkáních v NHL.
V následující sezóně – 2006/2007 byl již stabilní součástí prvního týmu. Hrával v útoku s Ryanem Getzlafem a Dustinem Pennerem, zvaném Kid Line, a významně přispěl k zisku Stanley Cupu. V dalších sezónách se v individuálních statistikách pozvolna zlepšoval, v ročníku 2007/2008 byl poprvé jmenován do týmu Západní konference pro Utkání hvězd. V sezóně 2008/2009 byl již druhým nejlepším hráčem v klubovém bodování a velmi dobře hrál v play-off, kde zaznamenal 8 gólů ve 13 utkáních. V následující sezóně již klubové bodování vyhrál, na podzim vytvořil 19-zápasovou sérii utkání, v nichž zaznamenal alespoň jeden bod. V sezóně 2010/2011 se stal nejlepším střelcem celé NHL a získal tak Maurice Richard Trophy, když vstřelil 50 gólů, navíc přidal i 48 asistencí.

### Reprezentace
Jako junior reprezentoval Kanadu na mistrovství světa do 20 let 2005, kde hrál v prvním útoku spolu s Sidney Crosbym a Patricem Bergeronem. Pomohl týmu vybojovat zlaté medaile. V roce 2010 hrál na Zimních olympijských hrách ve Vancouveru. V turnaji vstřelil čtyři góly včetně jednoho ve finále proti USA. Také z tohoto turnaje odjížděl se zlatou medailí. Ve stejném roce se účastnil rovněž mistrovství světa, avšak bez medailového úspěchu. Ten zaznamenal na mistrovství světa v roce 2016 v Rusku, kde získal zlatou medaili a vstoupil tím tak do Triple Gold Clubu.

## Úspěchy a ocenění
Týmové
- zlato z mistrovství světa juniorů do 20 let 2005 – s juniorskou reprezentací Kanady
- vítěz Memorial Cupu 2005 s London Knights
- vítěz Stanley Cupu 2007 s Anaheim Ducks
- zlato ze Zimních olympijských her 2010,2014 s Kanadou
- zlato z mistrovství světa v ledním hokeji 2016 – s reprezentací Kanady

Individuální
- člen prvního All-star týmu OHL 2003/2004, 2004/2005, druhého All star týmu celé CHL 2003/2004
- člen All-star týmu Memorial Cupu 2005, Stafford Smythe Memorial Trophy pro nejužitečnějšího hráče Memorial Cupu 2005
- držitel Jim Mahon Memorial Trophy pro nejproduktivnějšího pravokřídlého útočníka OHL v sezónách 2003/2004 a 2004/2005
- držitel Red Tilson Trophy pro nejužitečnějšího hráče OHL 2004/2005
- držitel Eddie Powers Memorial Trophy pro nejproduktivnějšího hráče OHL 2004/2005
- držitel Wayne Gretzky 99 Award pro nejužitečnějšího hráče play-off OHL 2004/2005
- účastník NHL All-Star Game 2007/2008, 2010/2011
- vítěz Maurice Richard Trophy pro nejlepšího střelce NHL 2010/2011
- držitel Hart Memorial Trophy pro nejužitěčnějšího hráče svého týmu NHL 2010/2011

## Prvenství
- Debut v NHL – 5. října 2005 (Chicago Blackhawks proti Mighty Ducks of Anaheim)
- První asistence v NHL – 5. října 2005 (Chicago Blackhawks proti Mighty Ducks of Anaheim)
- První gól v NHL – 10. října 2005 (Mighty Ducks of Anaheim proti Edmonton Oilers, finskému brankáři Jussi Markkanen)
- První hattrick v NHL – 12. prosince 2010 (Anaheim Ducks proti Minnesota Wild)

## Klubová statistika
| Sezóna      | Klub                    | Soutěž      |       | Základní část | Základní část | Základní část | Základní část | Základní část |    | Play off | Play off | Play off | Play off | Play off |
| Sezóna      | Klub                    | Soutěž      | Z     | G             | A             | B             | TM            | Z             | G  | A        | B        | TM       |          |          |
| 2000–01     | Peterborough Bees       | OPJHL       | 2     | 1             | 0             | 1             | 0             | —             | —  | —        | —        | —        |          |          |
| 2001–02     | London Knights          | OHL         | 60    | 28            | 31            | 59            | 56            | 12            | 2  | 3        | 5        | 30       |          |          |
| 2002–03     | London Knights          | OHL         | 67    | 25            | 53            | 78            | 147           | 14            | 7  | 16       | 23       | 27       |          |          |
| 2003–04     | London Knights          | OHL         | 66    | 40            | 73            | 113           | 98            | 15            | 7  | 15       | 22       | 20       |          |          |
| 2003–04     | Cincinnati Mighty Ducks | AHL         | —     | —             | —             | —             | —             | 3             | 1  | 1        | 2        | 4        |          |          |
| 2004–05     | London Knights          | OHL         | 60    | 47            | 83            | 130           | 117           | 18            | 11 | 27       | 38       | 46       |          |          |
| 2005–06     | Portland Pirates        | AHL         | 19    | 16            | 18            | 34            | 32            | —             | —  | —        | —        | —        |          |          |
| 2005–06     | Mighty Ducks of Anaheim | NHL         | 56    | 13            | 12            | 25            | 50            | 11            | 0  | 3        | 3        | 16       |          |          |
| 2006–07     | Anaheim Ducks           | NHL         | 82    | 17            | 27            | 44            | 55            | 21            | 6  | 9        | 15       | 37       |          |          |
| 2007–08     | Anaheim Ducks           | NHL         | 70    | 29            | 25            | 54            | 108           | 3             | 2  | 1        | 3        | 8        |          |          |
| 2008–09     | Anaheim Ducks           | NHL         | 78    | 32            | 40            | 72            | 109           | 13            | 8  | 6        | 14       | 36       |          |          |
| 2009–10     | Anaheim Ducks           | NHL         | 82    | 27            | 49            | 76            | 111           | —             | —  | —        | —        | —        |          |          |
| 2010–11     | Anaheim Ducks           | NHL         | 82    | 50            | 48            | 98            | 104           | 6             | 2  | 6        | 8        | 4        |          |          |
| 2011–12     | Anaheim Ducks           | NHL         | 80    | 37            | 23            | 60            | 127           | —             | —  | —        | —        | —        |          |          |
| 2012–13     | Anaheim Ducks           | NHL         | 44    | 15            | 21            | 36            | 72            | 7             | 0  | 2        | 2        | 4        |          |          |
| 2013–14     | Anaheim Ducks           | NHL         | 81    | 43            | 39            | 82            | 65            | 13            | 4  | 7        | 11       | 19       |          |          |
| 2014–15     | Anaheim Ducks           | NHL         | 67    | 33            | 22            | 55            | 67            | 16            | 10 | 8        | 18       | 14       |          |          |
| 2015–16     | Anaheim Ducks           | NHL         | 82    | 34            | 28            | 62            | 68            | 7             | 0  | 4        | 4        | 6        |          |          |
| 2016–17     | Anaheim Ducks           | NHL         | 82    | 19            | 34            | 53            | 76            | 17            | 4  | 7        | 11       | 34       |          |          |
| 2017–18     | Anaheim Ducks           | NHL         | 71    | 17            | 32            | 49            | 71            | 4             | 0  | 0        | 0        | 8        |          |          |
| 2018–19     | Anaheim Ducks           | NHL         | 31    | 6             | 4             | 10            | 27            | —             | —  | —        | —        | —        |          |          |
| 2019–20     | Dallas Stars            | NHL         | 57    | 5             | 16            | 21            | 70            | 27            | 5  | 4        | 9        | 27       |          |          |
| 2020–21     | Montreal Canadiens      | NHL         | 49    | 9             | 12            | 21            | 39            | 22            | 4  | 6        | 10       | 25       |          |          |
| 2021–22     | Tampa Bay Lightning     | NHL         | 82    | 19            | 21            | 40            | 66            | 23            | 6  | 5        | 11       | 26       |          |          |
| 2022–23     | Tampa Bay Lightning     | NHL         | 81    | 12            | 13            | 25            | 95            | 6             | 2  | 3        | 5        | 7        |          |          |
| 2023–24     | Chicago Blackhawks      | NHL         | 16    | 4             | 5             | 9             | 12            | —             | —  | —        | —        | —        |          |          |
| 2023–24     | Edmonton Oilers         | NHL         | 38    | 8             | 5             | 13            | 34            | 19            | 1  | 2        | 3        | 12       |          |          |
| 2024–25     | Edmonton Oilers         | NHL         | 81    | 19            | 11            | 30            | 61            | 22            | 10 | 4        | 14       | 12       |          |          |
| NHL celkově | NHL celkově             | NHL celkově | 1,392 | 448           | 487           | 935           | 1,487         | 237           | 64 | 77       | 141      | 295      |          |          |

## Reprezentace
| Rok                       | Tým                       | Soutěž                    | Z  | G  | A  | B  | TM |
| ------------------------- | ------------------------- | ------------------------- | -- | -- | -- | -- | -- |
| 2002                      | Kanada Ontario 17         | WHC-17                    | 6  | 3  | 5  | 8  | 8  |
| 2002                      | Kanada 18                 | MS-18                     | 5  | 1  | 1  | 2  | 4  |
| 2005                      | Kanada 20                 | MSJ                       | 6  | 2  | 5  | 7  | 6  |
| 2010                      | Kanada                    | OH                        | 7  | 4  | 1  | 5  | 2  |
| 2010                      | Kanada                    | MS                        | 7  | 2  | 4  | 6  | 2  |
| 2012                      | Kanada                    | MS                        | 8  | 3  | 4  | 7  | 8  |
| 2014                      | Kanada                    | OH                        | 6  | 0  | 1  | 1  | 2  |
| 2016                      | Kanada                    | MS                        | 10 | 4  | 5  | 9  | 6  |
| 2016                      | Kanada                    | SP                        | 6  | 2  | 0  | 2  | 3  |
| Juniorská kariéra celkově | Juniorská kariéra celkově | Juniorská kariéra celkově | 17 | 6  | 11 | 17 | 18 |
| Seniorská kariéra celkově | Seniorská kariéra celkově | Seniorská kariéra celkově | 44 | 15 | 15 | 30 | 23 |